# Croissy-Beaubourg
Croissy-Beaubourg è un comune francese di 2 062 abitanti situato nel dipartimento di Senna e Marna nella regione dell'Île-de-France.

## Società

### Evoluzione demografica
Abitanti censiti

## Amministrazione

### Gemellaggi
- Roccasecca